# Godartad prostataförstoring
Godartad prostataförstoring eller benign prostatahyperplasi (BPH),  är beteckningen på en förstorad prostata. Detta kan leda till en förträngning av urinröret vilket kan ge vattenkastningsbesvär. Dessa inkluderar täta trängningar, smärta vid urinering, ökad risk för urinvägsinfektioner och urinretention. Patienter med BPH kan ha förhöjda värden Prostataspecifikt antigen (PSA) i blodet på grund av ökad organvolym och inflammatorisk aktivitet i prostatan.
Körtelförstoringen börjar i 30-årsåldern och vid 50 års ålder kan man histologiskt påvisa BPH hos 50% av män. Endast 40-50% av patienterna får signifikanta symtom av sin BPH.
Riskfaktorer för BPH är:
- hög ålder
- normal testikelfunktion
- viss ärftlig komponent

Androgener spelar en nödvändig roll för BPH att utvecklas. Det är dock inte säkert att de direkt orsakar sjukdomen.

## Behandling
Godartad prostataförstoring behöver endast behandlas om tillståndet ger upphov till betydande besvär. Om den förstorade prostatakörteln endast ger lindrigare besvär, eller inga besvär överhuvudtaget, kan tillståndet lämnas obehandlat. Några exempel på besvär som kan anses vara signifikanta nog för att den behandlande läkaren ska rekommendera en behandling är:
- att strålen är svag och urinen måste pressas fram
- frekvent urinering under dagen
- flera toalettbesök under natten
- en konstant känsla av att behöva befinna sig nära en toalett

Besvären kan i vissa fall avta, men också återkomma på nytt. Vanligast är dock att besvären förbli desamma över tid. Om en större mängd urin stannar kvar i blåsan efter urinering eller om det inte är möjligt att urinera alls, det vill säga att urinflödet har avstannat helt, är behovet av behandling akut. De behandlingar som finns tillgängliga är följande:
- Kirurgiskt ingrepp.
- En kateter eller spiral som sätts in i urinblåsan.
- Läkemedelsbehandling.
- Värmebehandling med exempelvis mikrovågor.

En vanlig läkemedelsbehandling mot godartad prostataförstoring är tadalafil - ett läkemedel som används även för att behandla impotens. Läkemedlet, som är en så kallad PDE5-hämmare, kan med fördel kombineras med en alfa-adrenergisk antagonist för att ge en effektiv kombinerad behandling mot BPH. Även kombinationsbehandlingar med finasterid och doxasozin har visat sig kunna lindra symptomen snabbt samt minska prostatans tillväxt. Kombinerade behandlingar kan i många fall minska behovet för kirurgiska ingrepp som behandlingsmetod för benign prostatahyperplasi.